# Jerry Yang (homme d'affaires)
Pour les articles homonymes, voir Jerry Yang et Yáng (杨 ou 楊).
Jerry Yang Chih-Yuan (chinois simplifié : 杨致远; chinois traditionnel : 楊致遠; Pinyin: Yáng Zhìyuǎn; né le 6 novembre 1968 est un homme d'affaires américain originaire de Taïwan.
En 1995, Jerry Yang cofonde la société Yahoo! avec David Filo. Il tient le rôle de Chief executive officer entre juin 2007 et janvier 2009. Il quitte l'entreprise en janvier 2012.
Yang figure dans le classement Forbes 400.
En 2017, sa fortune est évaluée à 2,6 milliards de dollars par le magazine Forbes.

## Biographie

### Jeunesse
Le père de Jerry Yang est originaire de Chine continentale, sa mère de Taïwan. Jerry (dont le nom de naissance est Yang Chih-Yuan) et son jeune frère cadet naissent à Taipei. Après le décès de leur père, les enfants sont élevés par leur mère, qui enseigne l'anglais. La famille émigre aux États-Unis en 1978 et s'installe à San José en Californie. Jerry est scolarisé à la Piedmont Hills High School (en). Lui et son jeune frère acquièrent rapidement un bon niveau d'anglais, Jerry excelle également en mathématiques. Il pratique le tennis dans l'équipe de l'école et obtient le titre de valedictorian grâce à ses résultats scolaires. Durant sa dernière année, il est élu président du corps étudiant. Il effectue une demande d'inscription dans plusieurs universités, dont l'Université de Californie à Berkeley, l'université Stanford et le California Institute of Technology et obtient une bourse d'études dans chacune d'entre elles. Il choisit finalement de poursuivre ses études à Stanford. 
En quatre ans il obtient un Bachelor of Science et un Master of Science en électrotechnique, tout en effectuant de petits boulots sur le campus, notamment à la bibliothèque. C'est à Stanford qu'il rencontre David Filo et découvre le World Wide Web. Les deux étudiants créent un annuaire, hébergé sur les serveurs de l'université, dont le but est de répertorier et catégoriser les autres sites web. Au bout de quelques mois, Jerry's Guide to the World Wide Web est rebaptisé Yahoo, acronyme de « Yet Another Hierarchical Officious Oracle ».

### Carrière

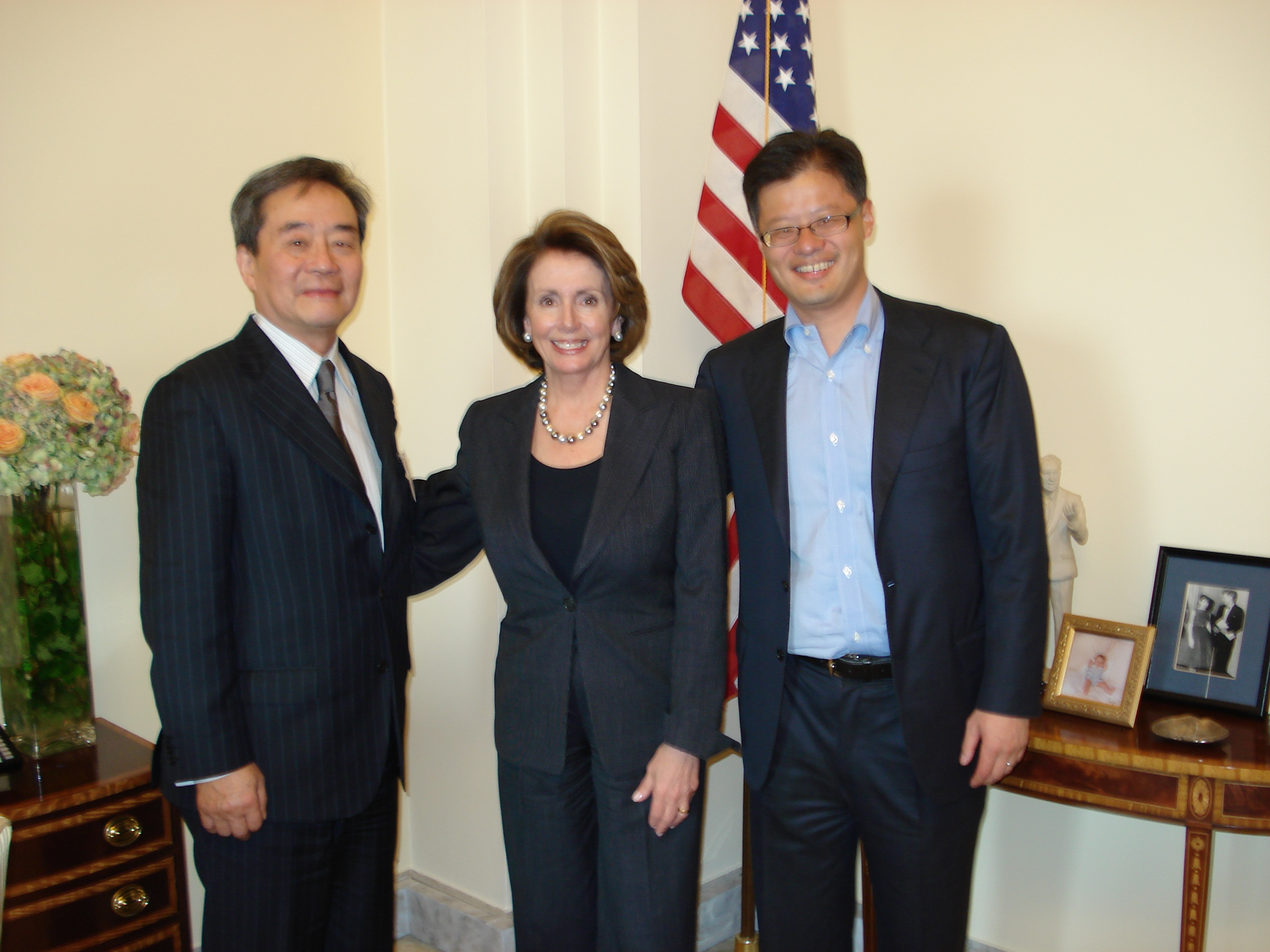
Jerry Yang (à droite) rend visite le 3 avril 2008 à Nancy Pelosi (au milieu) pour solliciter un soutien dans la libération de dissidents chinois emprisonnés. Il est accompagné du défenseur des droits de l'homme Harry Wu (à gauche), qui administre le Yahoo! Human Rights Fund.

Fin 1994, l'université leur demande d'héberger leur site ailleurs. L'idée de transformer un hobby en métier s'impose peu à peu aux étudiants, qui rencontrent des cadres d'America Online et Netscape, ainsi que des capitaux risqueurs. L'entreprise Yahoo! est fondée en mars 1995.
Yang est nommé Chief executive officer en juin 2007. Critiqué par les actionnaires après avoir rejeté une offre d'achat de Microsoft, il est contraint de quitter son poste en janvier 2009. Il est remplacé par Carol Bartz. En janvier 2012, alors que Scott Thompson a succédé à Bartz au poste de CEO, Jerry Yang démissionne du conseil d'administration et abandonne toutes ses responsabilités au sein de Yahoo!. Il possède encore 3,8 % des actions de la société.

## Vie personnelle
Durant un voyage au Japon, effectué dans le cadre d'un échange académique en 1992, Jerry Yang fait la connaissance d'une étudiante, Akiko Yamazaki. Elle est costaricaine, née de parents japonais. Le couple, qui se marie trois ans plus tard,, a deux enfants. En 2007, ils effectuent un don de 75 millions de dollars à l'université Stanford afin de bâtir un nouveau bâtiment, baptisé « Jerry Yang and Akiko Yamazaki Environment and Energy Building »,.
En septembre 2011, la fortune de Jerry Yang est estimée à 1,1 milliard de 
dollars par le magazine économique américain Forbes, qui le classe 375e dans le Forbes 400.